# العلاقات الجنوب سودانية اللاوسية
العلاقات الجنوب سودانية اللاوسية هي العلاقات الثنائية التي تجمع بين جنوب السودان ولاوس.

## مقارنة بين البلدين
هذه مقارنة عامة ومرجعية للدولتين:
| وجه المقارنة                                              | جنوب السودان                  | لاوس        |
| --------------------------------------------------------- | ----------------------------- | ----------- |
| المساحة (كم2)                                             | 619.75 ألف                    | 236.80 ألف  |
| عدد السكان (نسمة)                                         | 12.58 مليون                   | 6.86 مليون  |
| الكثافة السكانية (ن./كم²)                                 | 20.3                          | 28.97       |
| العاصمة                                                   | جوبا                          | فيينتيان    |
| اللغة الرسمية                                             | لغة إنجليزية                  | اللغة اللاو |
| العملة                                                    | جنيه جنوب سوداني، جنيه سوداني | كيب لاوي    |
| الناتج المحلي الإجمالي (بليون دولار)                      | 2.90 مليار                    | 16.85 مليار |
| الناتج المحلي الإجمالي (تعادل القوة الشرائية) بليون دولار | 22.88 مليار                   | 38.71 مليار |
| الناتج المحلي الإجمالي الاسمي للفرد دولار أمريكي          | 73                            | 1.82 ألف    |
| الناتج المحلي الإجمالي للفرد دولار أمريكي                 | 2.02 ألف                      |             |
| مؤشر التنمية البشرية                                      | 0.467                         | 0.575       |
| رمز المكالمات الدولي                                      | +211                          | +856        |
| رمز الإنترنت                                              | .ss                           | .la         |
| المنطقة الزمنية                                           | ت ع م+03:00                   | ت ع م+07:00 |

## منظمات دولية مشتركة
يشترك البلدان في عضوية مجموعة من المنظمات الدولية، منها:
| علم المنظمة | اسم المنظمة                        | تاريخ انضمام جنوب السودان | تاريخ انضمام لاوس |
| ----------- | ---------------------------------- | ------------------------- | ----------------- |
|             | مؤسسة التنمية الدولية              | 18 أبريل 2012             | 28 أكتوبر 1963    |
|             | يونسكو                             | 27 أكتوبر 2011            | 9 يوليو 1951      |
|             | وكالة ضمان الاستثمار متعدد الأطراف | 18 أبريل 2012             | 5 أبريل 2000      |
|             | مؤسسة التمويل الدولية              | 18 أبريل 2012             | 29 يناير 1992     |
|             | الأمم المتحدة                      | 14 يوليو 2011             | 14 ديسمبر 1955    |
|             | منظمة الشرطة الجنائية الدولية      | ?                         | ?                 |
|             | البنك الدولي للإنشاء والتعمير      | 18 أبريل 2012             | 5 يوليو 1961      |

## وصلات خارجية
- موقع وزارة الخارجية الجنوب سودانية
- موقع وزارة الخارجية اللاوسية